# Zehava Gal-On

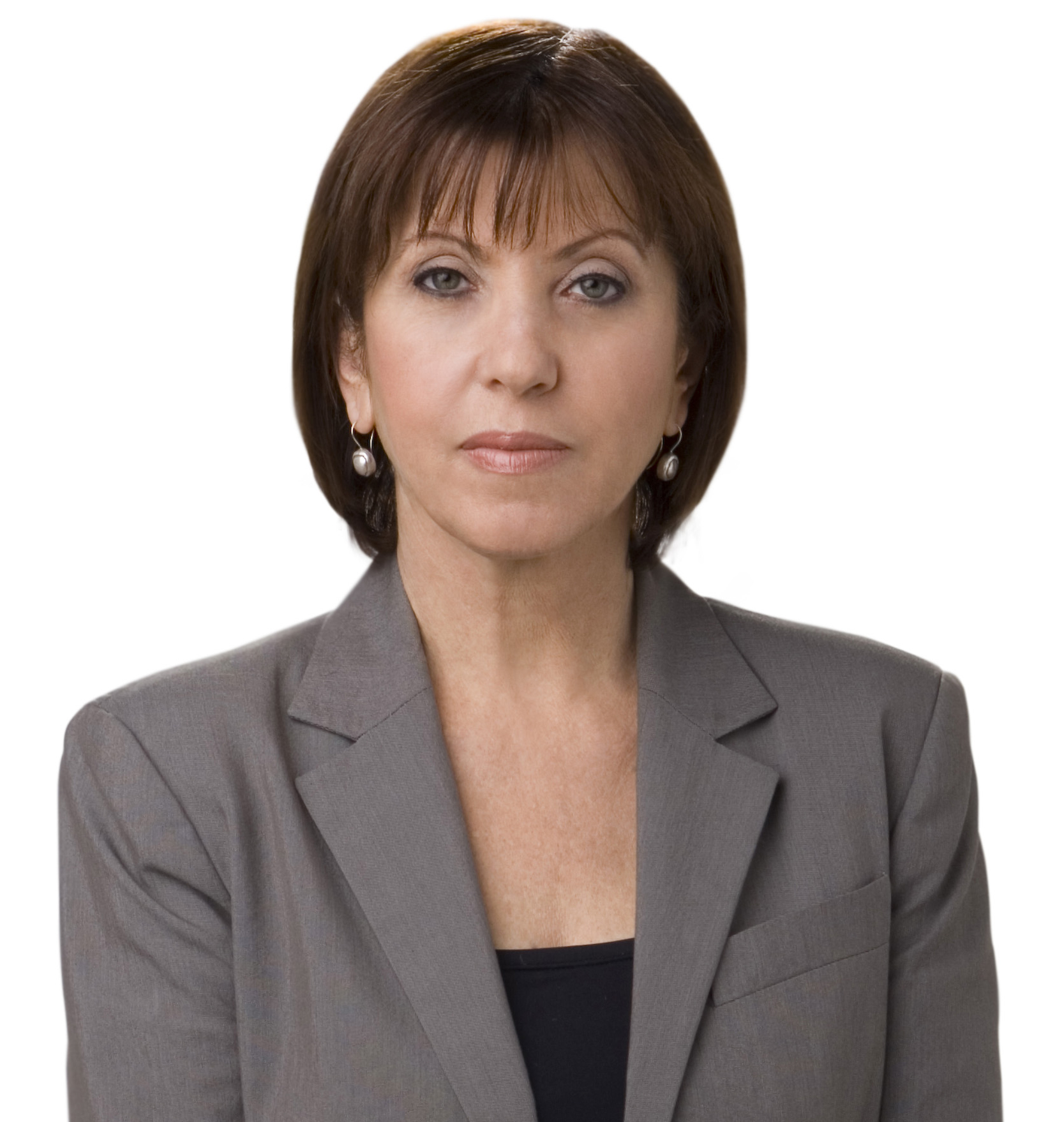
Zehava Gal-On

Zehava Gal-On (hebräisch זֶהָבָה גַּלְאוֹן‎, * 4. Januar 1956 in Vilnius als Zehava Schnipitzky) ist eine israelische Politikerin der Meretz.

## Leben
Gal-On kam 1960 gemeinsam mit ihrer Familie im Alter von vier Jahren aus der Sowjetunion nach Israel. Ihren Militärdienst absolvierte sie in der Verwaltung der Fallschirmjäger-Brigade und erreichte den Unteroffiziersrang. Sie erwarb in Beit Berl einen Bachelor in Sonderpädagogik und an der Hebräischen Universität Jerusalem einen Master-Abschluss in Bildungsphilosophie.
1984 begann sie ihre politische Laufbahn als Organisatorin von Protesten gegen die zwangsweise Schließung eines Kinos in Petach Tikwa am Schabbat. Gleichzeitig arbeitete sie als Assistentin des Generalsekretärs der Partei Ratz, David Zucker. 1988 beteiligte sie sich an der Gründung der Protestorganisation „Das 21. Jahr“, die sich gegen die seit 1967 bestehende israelische Besatzung richtete. 1989 gehörte sie zu den Gründern der Nichtregierungsorganisation B’Tselem, dem israelischen Informationszentrum für Menschenrechte in den besetzten Gebieten, und diente als deren erste geschäftsführende Direktorin.
1994 wurde sie zur Generalsekretärin der Ratz gewählt. Ratz bildete damals mit zwei weiteren Parteien das Bündnis Meretz, unter dessen Namen sich die drei 1997 zu einer neuen Partei vereinten. Seitdem blieb sie Mitglied der Parteiführung. 1998 bis 1999 war sie geschäftsführende Direktorin des Internationalen Zentrums für Frieden im Nahen Osten mit Sitz in Tel Aviv.
Von 1999 bis 2009 und erneut von 2011 bis 2017 war sie als Abgeordnete in der Knesset vertreten. 2008 kandidierte sie erstmals für den Parteivorsitz. 2012 wurde sie schließlich zur Vorsitzenden gewählt. Im Oktober 2017 gab sie ihren Parlamentssitz auf und gab an, Parteivorsitzende bleiben und sich mit ganzer Kraft der Erneuerung der Parteistrukturen widmen zu wollen.
Nachdem sie sich mit ihrem Vorschlag durchgesetzt hatte, den nächsten Parteivorstand per Urwahl aller Mitglieder und nicht über Parteitagsdelegierte wählen zu lassen, erklärte sie Ende Februar 2018 die Rücknahme ihrer Kandidatur als Parteivorsitzende. Ende März 2018 wurde Tamar Zandberg zu ihrer Nachfolgerin gewählt.
Nach dem Rücktritt von Nitzan Horowitz kandidierte Gal-On im August 2022 erneut um den Vorsitz von Meretz und konnte sich dabei gegen Jair Golan durchsetzen. Infolge der Wahlen im November 2022, bei denen Meretz knapp an der 3,25-%-Hürde gescheitert war und damit den Einzug in die Knesset erstmals verpasst hatte, gab Gal-On bekannt, als Vorsitzende zurückzutreten.
Gal-On ist verheiratet und hat zwei Kinder.